# Svantjärnen (Färila socken, Hälsingland)
Svantjärnen är en sjö i Ljusdals kommun i Hälsingland och ingår i Ljusnans huvudavrinningsområde. Sjön har en area på 0,0891 kvadratkilometer och ligger 431 meter över havet.

## Delavrinningsområde
Svantjärnen ingår i det delavrinningsområde (686419-147079) som SMHI kallar för Ovan 686634-146968. Medelhöjden är 423 meter över havet och ytan är 7,56 kvadratkilometer. Räknas de 3 avrinningsområdena uppströms in blir den ackumulerade arean 28,9 kvadratkilometer. Borrån som avvattnar avrinningsområdet har biflödesordning 3, vilket innebär att vattnet flödar genom totalt 3 vattendrag innan det når havet efter 179 kilometer. Avrinningsområdet består mestadels av skog (49 procent) och sankmarker (47 procent). Avrinningsområdet har 0,09 kvadratkilometer vattenytor vilket ger det en sjöprocent på 1,2 procent.